# Charles Nizet
Charles Nizet est un architecte diocésain français, né le 1er avril 1841 et mort le 16 janvier 1925.

## Biographie

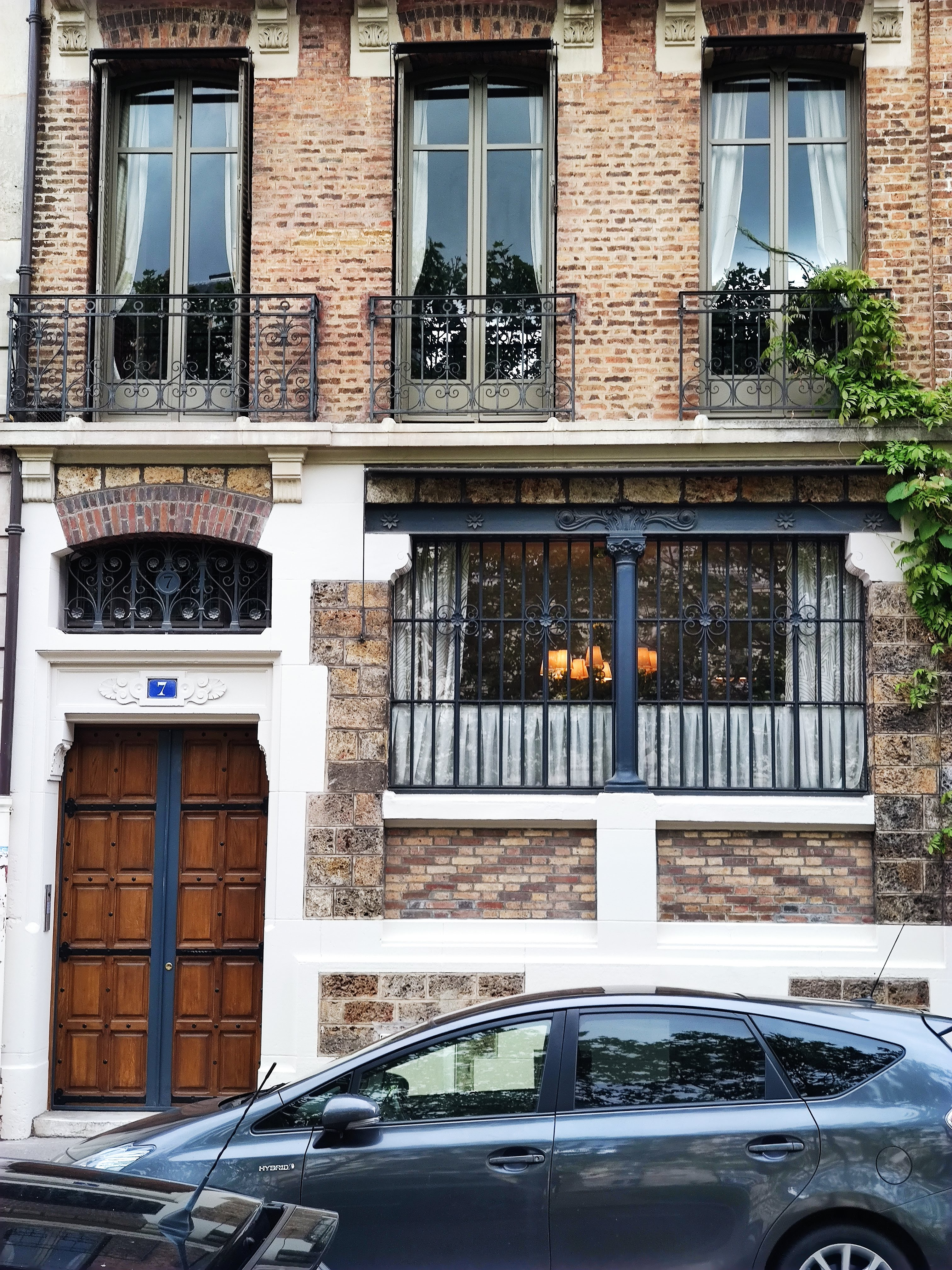
No 7, avenue de Breteuil, Paris.

En 1913, il a pour adresse le 7, avenue de Breteuil à Paris, dans le 7e arrondissement , où il meurt le 16 janvier 1925.
Il fut élève et successeur de Phidias Vestier,.

## Distinctions honorifiques et décorations
- Officier du Nichan Iftikhar (1887)
- Officier d'académie (1888)
- Officier de l'Instruction publique (1889)

## Principales réalisations
- Villa des Tourelles, à Nanterre[6].
- Temple du Droit Humain, à Paris[7].